# Miss Venezuela Mundo 2000
El Miss Venezuela Mundo 2000 fue la primera (1°) edición del certamen de Miss Venezuela Mundo. Se llevó a cabo el 15 de julio de 2000, en el estudio 1 de Venevisión. Al final del evento, Martina Thorogood, Miss Venezuela 1999 coronó a su sucesora Vanessa Cárdenas; quien representó al país suramericano en el Miss Mundo 2000 celebrado el 30 de noviembre del mismo año en Londres.
Miss Venezuela Mundo 2000, Vanessa María Cárdenas Bravo fue coronada en un evento especialmente creado. Fue la primera Miss Venezuela Mundo de la historia reciente del Miss Venezuela, atendiendo al requerimiento de la Organización Miss Mundo de realizar un concurso donde se escogería a la ganadora como Miss Venezuela Mundo. Seguidamente, de una reunión sostenida entre su presidenta, Julia Morley y su homólogo, Osmel Sousa, la Organización Miss Venezuela tomó la decisión de ajustar los parámetros de la realización del certamen Miss Venezuela, dividiéndolo en dos eventos: uno para coronar a las representantes para Miss Universo y Miss Internacional; y otro para seleccionar a la representante venezolana para el Miss Mundo. 

## Resultados
| Resultado            | Candidata               |
| -------------------- | ----------------------- |
| Miss Venezuela Mundo | - 14 - Vanessa Cárdenas |

## Candidatas Oficiales
| Nro. | Candidata                          | Estatura (m) | Ciudad Natal   | Notas                                      |
| ---- | ---------------------------------- | ------------ | -------------- | ------------------------------------------ |
| 01   | Ysis Yulami Durán Moreno           | 1.72         | Ureña          | Posteriormente Miss Táchira 2000           |
| 02   | Véronica Leal Prieto               | 1.73         | Maracaibo      | Posteriormente Miss Trujillo 2000          |
| 03   | Johanna Mijares                    | 1.75         |                |                                            |
| 04   | Vivian Inés Urdaneta Rincón        | 1.75         | Maracaibo      | Posteriormente Miss Costa Oriental 2000    |
| 05   | María Edilia Rangel Márquez        | 1.71         | Mérida         |                                            |
| 06   | Ligia Fernanda Petit Vargas        | 1.75         | Caracas        | Posteriormente Miss Guárico 2000           |
| 07   | Mariángelica García López          | 1.75         | Valencia       | Posteriormente Miss Carabobo 2000          |
| 08   | Felisa Elena Gómez Perdomo         | 1.70         | Barquisimeto   | Posteriormente Miss Lara 2000              |
| 09   | Astrid Eyleen Carati del Nogal     | 1.73         | Ciudad Guayana | Posteriormente Miss Cojedes 2000           |
| 10   | Anaís María Franco Millán          | 1.70         | Cabimas        | Posteriormente Miss Falcón 2000            |
| 11   | Keratriz del Carmen Boyd Zamora    | 1.77         | Mérida         |                                            |
| 12   | Bianca Rosanna Urdaneta García     | 1.79         | Maracaibo      | Posteriormente Miss Mérida 2000            |
| 13   | Véronica María Hernández Osborn    | 1.77         | Caracas        | Posteriormente Miss Monagas 2000           |
| 14   | Vanessa María Cárdenas Bravo       | 1.77         | Maracaibo      |                                            |
| 15   | Victoria Eugenia López-Pando Noboa | 1.77         | Puerto La Cruz | Posteriormente Miss Anzoátegui 2000        |
| 16   | Norbellys Andreína Caldera Arias   | 1.76         | Maracay        |                                            |
| 17   | Ainett Mery Stephens Sifontes      | 1.81         | Ciudad Guayana | Posteriormente Miss Bolívar 2000           |
| 18   | Leidy Gisela Moncada Guerrero      | 1.78         | San Cristóbal  | Posteriormente Miss Amazonas 2000          |
| 19   | Daniela Ysabel Monzant Valencia    | 1.78         | Maracaibo      | Posteriormente Miss Península Goajira 2000 |
| 20   | Gabriela Romero                    | 1.75         |                |                                            |
| 21   | Zonia Hassan El Hawi Musa          | 1.75         | Porlamar       | Posteriormente Miss Nueva Esparta 2000     |
| 22   | Reyna Fabiola Borges Noguera       | 1.73         | Valencia       | Posteriormente Miss Sucre 2000             |
| 23   | Andrea Eugenia Fargier Paoli       | 1.77         | Mérida         |                                            |
| 24   | Cecilia Villegas Arteaga           | 1.79         | Maracaibo      | Posteriormente Miss Zulia 2000             |
| 25   | Susana Stephany De Fazio Bracutto  | 1.74         | Caracas        | Posteriormente Miss Miranda 2000           |
| 26   | Andrea Collins                     | 1.70         |                |                                            |
| 27   | Inés Mujica                        | 1.72         |                |                                            |
| 28   | Paola Andrea Cevallos Zuluaga      | 1.84         | La Victoria    | Posteriormente Miss Delta Amacuro 2000     |
| 29   | Ana Isabel Luján                   | 1.79         |                |                                            |
| 30   | Eva Mónica Anna Ekvall Johnson     | 1.79         | Caracas        | Posteriormente Miss Apure 2000             |
| 31   | Kelyn Yosselin Torres Peña         | 1.77         | Tovar          | Posteriormente Miss Barinas 2000           |
| 32   | Sabrina Daneri                     | 1.78         | Caracas        | Posteriormente Miss Portuguesa 2000        |
| 33   | Dahilmar Del Valle Toledo Moreno   | 1.76         | Valencia       | Posteriormente Miss Distrito Capital 2000  |
| 34   | Natascha Vanessa Börger Sevilla    | 1.80         | Caracas        | Posteriormente Miss Yaracuy 2000           |
| 35   | Adriana Alcibel Steinkopf Torres   | 1.84         | Valencia       | Posteriormente Miss Aragua 2000            |
| 36   | Josmar Alexandra Matute Gómez      | 1.75         |                |                                            |

## Datos acerca de las delegadas
- Algunas de las delegadas del Miss Venezuela Mundo 2000 participarón, en otros certámenes de importancia nacionales e internacionales:
  - Eva Ekvall (#30) ganó Miss Venezuela 2000 y se coloca como tercera finalista en Miss Universo 2001.
  - Vivian Urdaneta (#04) ganó Miss Venezuela International 2000 y fue ganadora de Miss International 2000.
  - Ligia Petit (#06) fue primera finalista en Miss Venezuela 2000, ganó Reina Sudamericana 2000 y más tarde ganó Miss Intercontinental 2001. También colocó como primera finalista en Miss Atlántico Internacional 2001.
- Algunas de las delegadas nacieron o viven en otro estado al que representaron, o bien, tienen un origen étnico distinto:
  - Eva Ekvall (#30) es de ascendencia sueca y jamaiquina.